# Russian Winter
Le Russian Winter est une compétition internationale en salle d'athlétisme se déroulant tous les ans à la Central Army Club hall de Moscou, en Russie. L'épreuve fait partie en 2015 des cinq étapes du World Indoor Meetings, circuit de meetings internationaux régi par l'IAAF. Le meeting est disputé pour la première fois en 1992.

## Records du Meeting

### Hommes
| Épreuve          | Record              | Athlète                 | Nationalité                | Date             | Ref   |
| ---------------- | ------------------- | ----------------------- | -------------------------- | ---------------- | ----- |
| 50 m             | 5 s 64              | Aleksandr Porkhomovskiy | Russie                     | 4 février 1994   |       |
| 60 m             | 6 s 48              | Kim Collins             | Saint-Christophe-et-Niévès | 1er février 2015 | [ 1 ] |
| 200 m            | 20 s 72             | Jeff Williams           | États-Unis                 | 14 février 1996  |       |
| 300 m            | 32 s 93             | Maksim Dyldin           | Russie                     | 1er février 2009 | [ 2 ] |
| 400 m            | 45 s 80             | Pavel Maslák            | Tchéquie                   | 1er février 2015 | [ 3 ] |
| 600 m            | 1 min 15 s 26       | Adam Kszczot            | Pologne                    | 5 février 2012   | [ 4 ] |
| 800 m            | 1 min 46 s 65       | Yuriy Borzakovskiy      | Russie                     | 25 janvier 2006  |       |
| 1000 m           | 2 min 16 s 76       | Haron Keitany           | Kenya                      | 1er février 2009 | [ 2 ] |
| 1500 m           | 3 min 35 s 19       | Vénuste Niyongabo       | Burundi                    | 14 février 1996  |       |
| Mile             | 3 min 57 s 76       | Viacheslav Shabunin     | Russie                     | 14 février 1995  |       |
| 2000 m           | 5 min 04 s 06       | Pavel Potapovich        | Russie                     | 1er février 2004 |       |
| 3000 m           | 7 min 49 s 91       | Juan van Deventer       | Afrique du Sud             | 7 février 2010   |       |
| 2 miles          | 8 min 23 s 94       | Shadrack Korir          | Kenya                      | 28 janvier 2007  |       |
| 60 m haies       | 7 s 46              | Yevgeni Pechonkin       | Russie                     | 31 janvier 2002  |       |
| 110 m haies      | 13 s 34             | Allen Johnson           | États-Unis                 | 14 février 1995  |       |
| Saut en hauteur  | 2,39 m              | Ivan Ukhov              | Russie                     | 28 janvier 2007  |       |
| Saut à la perche | 6,00 m              | Radion Gataullin        | Russie                     | 2 février 1993   |       |
| Saut en longueur | 8,30 m              | Vitaliy Shkurlatov      | Russie                     | 27 janvier 2000  |       |
| Saut en longueur | 8,30 m              | Aleksandr Menkov        | Russie                     | 2 février 2014   | [ 5 ] |
| Triple saut      | 17,25 m             | Yoelbi Quesada          | Cuba                       | 14 février 1995  |       |
| Lancer du poids  | 20,68 m             | Pavel Chumachenko       | Russie                     | 27 janvier 2001  |       |
| 5 000 m marche   | 18 min 07 s 08 (RM) | Mikhail Shchennikov     | Russie                     | 14 février 1995  | ,     |

### Femmes
| Épreuve          | Record         | Athlète                                                                   | Nationalité | Date             | Ref   |
| ---------------- | -------------- | ------------------------------------------------------------------------- | ----------- | ---------------- | ----- |
| 50 m             | 6 s 00         | Irina Privalova                                                           | Russie      | 2 février 1993   |       |
| 50 m             | 6 s 00         | Merlene Ottey                                                             | Jamaïque    | 4 février 1994   |       |
| 60 m             | 6 s 95         | Irina Privalova                                                           | Russie      | 14 février 1995  |       |
| 100 m            | 11 s 23        | Svetlana Goncharenko                                                      | Russie      | 8 février 1998   |       |
| 200 m            | 22 s 93        | Natalia Voronova                                                          | Russie      | 14 février 1995  |       |
| 300 m            | 36 s 38        | Antonina Krivoshapka                                                      | Russie      | 1er février 2009 |       |
| 400 m            | 50 s 15        | Olga Zaytseva                                                             | Russie      | 25 janvier 2006  |       |
| 600 m            | 1 min 23 s 44  | Olga Kotlyarova                                                           | Russie      | 1er février 2004 |       |
| 800 m            | 1 min 57 s 53  | Larisa Chzhao                                                             | Russie      | 23 janvier 2005  |       |
| 1000 m           | 2 min 32 s 16  | Yuliya Chizhenko                                                          | Russie      | 25 janvier 2006  |       |
| 1500 m           | 4 min 07 s 22  | Yulia Kosenkova                                                           | Russie      | 30 janvier 2003  |       |
| Mile             | 4 min 37 s 43  | Yekaterina Podkopayeva                                                    | Russie      | 2 février 1993   |       |
| 4 × 800 m relais | 8 min 18 s 71  | Natalia Zaitseva Olga Kuznetsova Yelena Afanasyeva Yekaterina Podkopayeva | Russie      | 4 février 1994   |       |
| 60 m haies       | 7,89 m         | Lolo Jones                                                                | États-Unis  | 5 février 2012   | [ 8 ] |
| Saut en hauteur  | 2,01 m         | Kamila Lićwinko                                                           | Pologne     | 1er février 2015 | [ 9 ] |
| Saut à la perche | 4,85 m         | Yelena Isinbayeva                                                         | Russie      | 7 février 2010   |       |
| Saut en longueur | 7,08 m         | Larisa Berezhnaya                                                         | Ukraine     | 7 février 1992   |       |
| Triple saut      | 14,97 m        | Tatiana Lebedeva                                                          | Russie      | 1er février 2004 |       |
| Lancer du poids  | 20,36 m        | Larisa Peleshenko                                                         | Russie      | 27 janvier 2000  |       |
| 3 000 m marche   | 11 min 44 s 00 | Alina Ivanova                                                             | Russie      | 7 février 1992   |       |